# Tim Robbins
Timothy Francis "Tim" Robbins, född 16 oktober 1958 i West Covina, Kalifornien, är en amerikansk skådespelare, manusförfattare, regissör, filmproducent och sångare.

## Biografi
Tim Robbins föddes i West Covina i Kalifornien men växte upp i Greenwich Village på Manhattan i New York. Han är son till Gil Robbins, före detta sångare i The Highwaymen, och till skådespelaren Mary Robbins.
Tim Robbins levde tillsammans med Susan Sarandon mellan 1988 och 2009. Tillsammans med henne har han uttalat sig i många politiska frågor från ett liberalt vänsterperspektiv. Han har bland annat verkat mot Irakkriget och dödsstraffet i USA. Han är medlem i det amerikanska gröna partiet.
I september 2010 skivdebuterade han med albumet Tim Robbins and The Rogues Gallery Band.

## Filmografi i urval
- 1985 – En säker tjej
- 1985 – Par i brott (TV-serie)

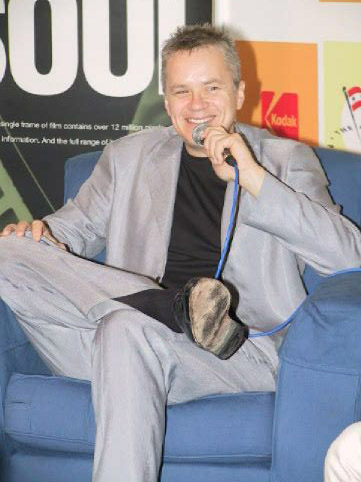
Tim Robbins i Cannes 2001.

- 1985 – Tre nördar i Palm Springs
- 1986 – Amazing Stories (TV-serie)
- 1986 – Top Gun
- 1986 – Ingen plockar Howard
- 1987 – Five Corners
- 1988 – Filmsnubbar, afrikagubbar och hemska svenskar
- 1988 – Bull Durham
- 1989 – En tjej med glöd
- 1989 – Erik Viking
- 1990 – Jacobs inferno
- 1990 – Cadillac Man
- 1992 – Spelaren
- 1992 – Bob Roberts (även regi och manus)
- 1993 – Short Cuts
- 1994 – Nyckeln till frihet
- 1994 – Strebern
- 1994 – Prêt-à-Porter
- 1994 – I.Q.
- 1995 – Dead Man Walking (regi, produktion och manus)
- 1997 – Inget att förlora
- 1999 – Arlington Road
- 1999 – Austin Powers: The Spy Who Shagged Me
- 1999 – Cradle Will Rock (regi, produktion och manus)
- 1999 – Simpsons (TV-serie)
- 2000 – Mission to Mars
- 2000 – High Fidelity
- 2001 – Conspiracy.com
- 2001 – Human Nature
- 2002 – The Truth About Charlie
- 2003 – Mystic River
- 2003 – Code 46
- 2005 – Världarnas krig
- 2005 – The Secret Life of Words
- 2005 – Zathura – Ett rymdäventyr
- 2006 – Catch a Fire
- 2006 – Tenacious D: Världens bästa rockband
- 2007 – Noise
- 2008 – The Lucky Ones
- 2008 – City of Ember
- 2011 – Green Lantern
- 2011 – Revenge of the Electric Car
- 2012 – Portlandia (TV-serie)
- 2012 – Thanks for Sharing
- 2014 – Life of Crime
- 2014 – The Spoils of Babylon (TV-serie) (fyra avsnitt)
- 2015 – The Brink (TV-serie)
- 2019 – Dark Waters
- 2023 – Silo (TV-serie)

## Utmärkelser
Robbins mottog en Oscar 2004 för bästa manliga biroll (filmen Mystic River). Han nominerades för en Oscar för bästa regi år 1996 för filmen Dead Man Walking.